# Bass Branch
 (janvier 2023).
Le Bass Branch est une rivière du comté de Crawford dans l'État américain du Missouri. C'est un affluent de la rivière Doss Branch, qui se jette elle-même dans le Courtois Creek, environ 1000 pieds à l'ouest. Le Bass Branch porte probablement le nom de Roland Bass, un des premiers colons.